# Gobierno revolucionario de Costa Rica de 1948-49
El gobierno revolucionario de Costa Rica de 1948 y 1949 fue un período histórico que abarcó entre el 8 de mayo de 1948 cuando se termina al período constitucional del presidente interino Santos León Herrera y el 8 de noviembre de 1949 en que asume la presidencia Otilio Ulate Blanco.  Su contexto se da después de los 44 días que duró la Guerra civil de Costa Rica de 1948 o Revolución del 48 y fue acordado tras el Pacto Ulate-Figueres que estableció la creación de una Junta Fundadora de la Segunda República que regiría de facto y con plenos poderes ejecutivos y legislativos, sin Constitución, por 18 meses, tras lo cual una nueva constitución sería inaugurada e iniciaría el período constitucional de cuatro años que le correspondía a Ulate por haber sido el presunto ganador de las elecciones presidenciales de Costa Rica de 1948.
Al haberse suspendido la Constitución Política de Costa Rica de 1871 por decreto de la Junta y estarse redactando la Constitución Política de Costa Rica de 1949, puede verse como un período de transición entre la Primera y la Segunda República de Costa Rica.

## Gobierno

### Poder ejecutivo y legislativo
Los poderes ejecutivo y legislativo quedaban convergentes en el mismo ente; la Junta Fundadora de la Segunda República, presidida por José Figueres quien pasaba a convertirse en presidente del país de facto. La Junta suspendió la Constitución vigente desde tiempos de Tomás Guardia (quien también había obtenido el poder mediante golpe de Estado) salvo para los derechos individuales y sociales básicos y emitió una serie de decretos con rango de ley que incluyeron la abrogación de los derechos laborales contenidos en el Código de Trabajo para efectos de despido de los empleados públicos calderonistas y comunistas (los bandos perdedores de la guerra).  También enacta la fundación del Instituto Costarricense de Electricidad, la abolición del ejército, se nacionaliza la Banca y se grava el capital por decreto, generando un intento de sublevación por parte del ministro Edgar Cardona rápidamente reprimido conocido como Cardonazo.

### Poder Judicial
El Poder Judicial de Costa Rica siguió siendo independiente, sin embargo sin Constitución su margen de acción era limitado, en especial ante el poderío de la Junta. Además, la Junta creó tribunales especiales para enjuiciar a los prisioneros políticos de las facciones perdedoras de la guerra.

### Poder Electoral
Durante este período se reforma el antiguo Tribunal Electoral Nacional y se le transforma en el Tribunal Supremo de Elecciones con rango constitucional de poder del estado. En este período se convocaron dos elecciones; las elecciones a la Asamblea Nacional Constituyente de Costa Rica de 1948 para escoger diputados constituyentes y las elecciones legislativas de Costa Rica de 1949 para escoger los diputados, regidores y vicepresidentes que habrían de acompañar a Ulate en su gestión. Comunistas y calderonistas estaban proscritos y sus partidos no pudieron participar, pero en el caso del calderonismo se especula que el Partido Constitucional sirvió como mampara. Ambos procesos fueron ampliamente ganados por el partido de Ulate, Unión Nacional, y no así por el partido de la Junta, el Social Demócrata, como algunos esperaban.

### Poder Constituyente
La Asamblea Nacional Constituyente de Costa Rica de 1949 fue convocada y redactó la actualmente vigente Constitución Política de Costa Rica. Ha sido la última vez en la historia costarricense que se realiza una asamblea de esta naturaleza.